# Hội Linh mục Xuân Bích

Đoàn huy Đoàn linh mục Xuân Bích

Hội Linh mục Xuân Bích (tiếng Latinh: Societas Presbyterorum a S. Sulpitio, tiếng Pháp: Compagnie des Prêtres de Saint-Sulpice) là một hội đời sống tông đồ của Giáo hội Công giáo, được đặt theo tên của Thánh Sulpice le Pieux (phiên âm tiếng Việt là Xuân Bích), khởi hứng từ một câu thơ nho Xuân thảo bích sắc (cỏ mùa xuân màu xanh). Thông thường, các linh mục muốn làm thành viên của Hội Linh mục Xuân Bích thì trước đó phải có một số năm làm công tác mục vụ. Điểm đặc biệt của Hội Linh mục Xuân Bích là các linh mục vẫn giữ lại giáo tịch trong giáo phận của họ (incardination) ngay cả khi gia đã nhập hội này. Mục đích của hội chủ yếu là giáo dục, đào tạo linh mục và đảm nhận một số trách vụ tại các giáo xứ trong mức độ nhất định. Ngày nay, Hội Linh mục Xuân Bích được chia thành ba tỉnh hội, hoạt động ở các quốc gia khác nhau: tỉnh hội Pháp (gồm Pháp, Việt Nam, vài nước châu Phi), tỉnh hội Canada (gồm Canada, Nhật Bản và Colombia), tỉnh hội Hoa Kỳ (gồm Hoa Kỳ và Zambia).

## Tổ chức
Hội Linh mục Xuân Bích là một hiệp hội linh mục cấp giáo phận, họ có đời sống chung nhưng lại không có lời khấn như nhiều dòng tu Công giáo khác. Vì các linh mục Xuân Bích vẫn giữ giáo tịch tại giáo phận gốc nên họ vẫn là linh mục của giáo phận đó chứ không phải tu sĩ dòng và họ cũng gọi tổ chức của mình là Hội Linh mục Xuân Bích (hoặc đơn giản là Hội Xuân Bích) chứ không gọi là Dòng Xuân Bích. Tuy nhiên, các giám mục thường nhường "quyền" quản lý các linh mục thuộc hội này cho vị bề trên của hội, để có thể gửi họ tới bất cứ nơi đâu có nhu cầu. 